# 张连起
张连起（1963年11月19日—），男，河北武强人，中国会计专家，资深注册会计师，中国税务学会副会长，中国与全球化智库（CCG）特邀高级研究员，第十二、十三届全国政协常委。